# Chrysippos von Soloi

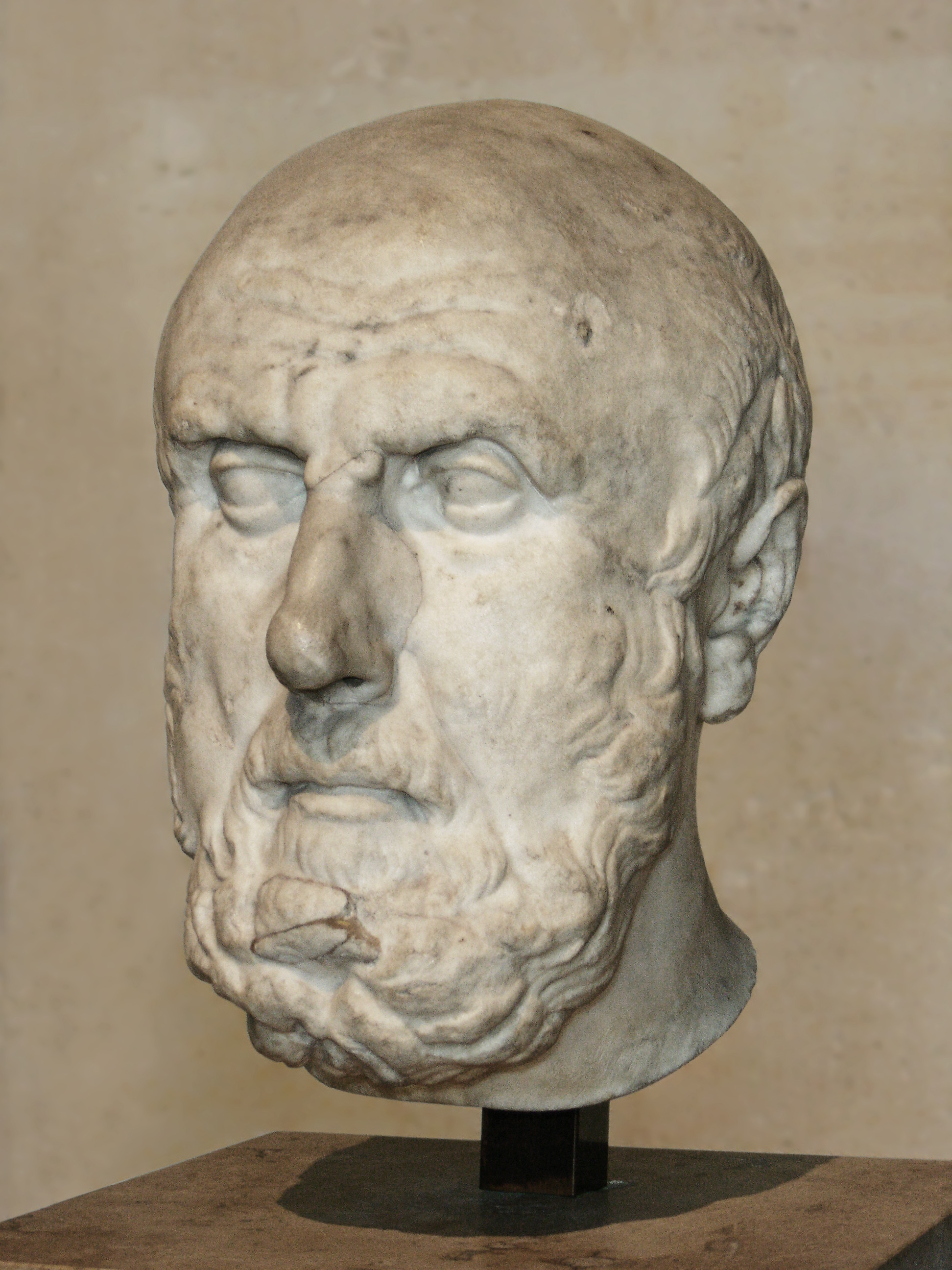
Kopf des Chrysippos, römische Kopie eines hellenistischen Originals, Louvre

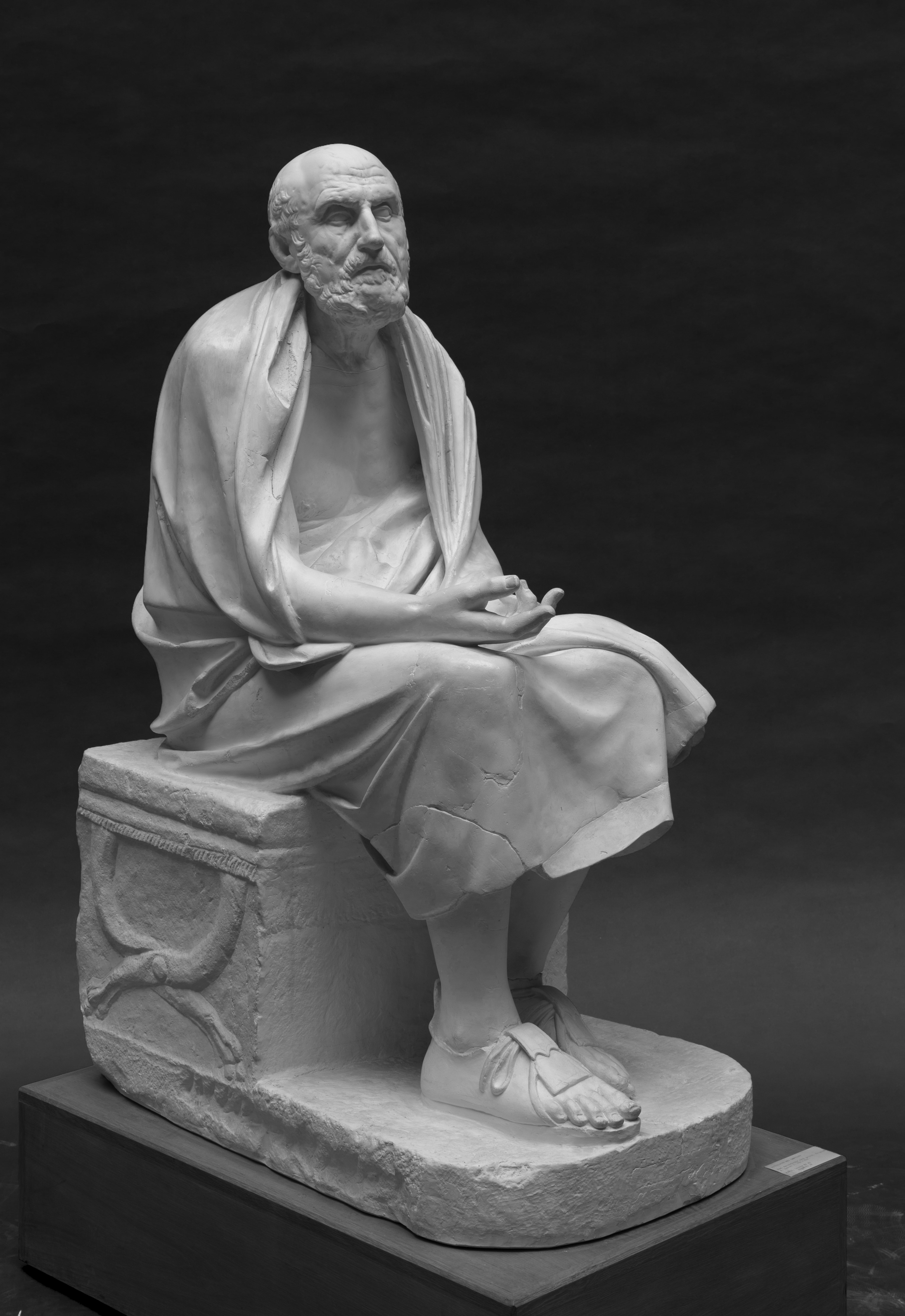
Im Museum für Abgüsse Klassischer Bildwerke befindet sich eine Rekonstruktion der Sitzstatue des Chrysipp.

Chrysippos von Soloi (* 281/276 v. Chr. in Soloi in Kilikien; † 208/204 v. Chr. wahrscheinlich in Athen), im Deutschen üblicherweise Chrysipp genannt, war ein griechischer Philosoph, der nach dem Tod seines Lehrers Kleanthes 232/231 v. Chr. Schulhaupt der Stoa wurde und sie als einer ihrer bedeutendsten Vertreter erneuerte. Die berühmtesten Schüler von Chrysippos waren Diogenes von Babylon und Zenon von Tarsos, die später die Stoa leiteten.

## Lehre
Seine Lehre, die er in 705 Buchrollen niederlegte, galt Generationen lang als maßgeblich. Die stoische Lehre wurde von ihm in Ethik, Logik und Physik (Naturphilosophie) systematisiert. Zusammen mit Zenon von Kition schuf er – ausgehend von der Wahrnehmung – eine materialistische Erkenntnistheorie. Begriffe waren bei ihm Verallgemeinerungen der in der Wahrnehmung enthaltenen Objekte. Die Logik führte er durch eine deutliche Unterscheidung von Objekt, Bedeutung und sprachlicher Bezeichnung über Aristoteles hinaus. Er betonte die seiner Meinung nach zweckmäßige, anthropozentrische Welt durch den Logos. Als erster formulierte Chrysippos in der Ethik das Ideal des stoischen Weisen, der in Freiheit von (als praemeditatio malorum angesehenen) Affekten wie Furcht, Hass, Liebe und Lust, dafür aber im Einklang mit den (natürlich zweckmäßigen) Weltgesetzen lebt.
Logik
Chrysipps umfangreiche grammatikalische Logik ist nur sehr fragmentarisch in Kommentaren späterer Stoiker oder Kritiker bezeugt; die detaillierteste Quelle stammt vom Skeptiker Sextus Empiricus, der die stoische Logik akribisch zerpflückte. Trotz dieser schlechten Überlieferungslage sind Chrysipps Hauptideen, mit denen er die spätere stoische Logik prägte, gesichert. Als kleines Kernstück seiner Logik schuf er den Prototyp der zweiwertigen axiomatischen Aussagenlogik. Er definierte Aussagen als wahr oder falsch und grenzte sie von Fragen, Befehlen, Wünschen und anderen Nicht-Aussagen ab. Wesentliche logische Bausteine sind die Konjunktion Und, die Negation Nicht, das Konditional Wenn und die Alternation Entweder … Oder. Für sie gab er eine zweiwertige Semantik an nach der Methode des Philon von Megara; sie lässt sich in moderne Wahrheitstabellen übersetzen, wenn man 1 für wahr und 0 für falsch setzt:
| {\displaystyle \land } | 0 | 1 |
| 0                      | 0 | 0 |
| 1                      | 0 | 1 |

|   | {\displaystyle \neg } |
| 0 | 1                     |
| 1 | 0                     |

| {\displaystyle \Rightarrow } | 0 | 1 |
| 0                            | 1 | 1 |
| 1                            | 0 | 1 |

| {\displaystyle +} | 0 | 1 |
| 0                 | 0 | 1 |
| 1                 | 1 | 0 |

Dieses zweiwertige Modell bestimmt noch heute die klassische Aussagenlogik. Mit ihm konnte Chrysipp durch Einsetzen der Wahrheitswerte die Gültigkeit seiner Axiome ermitteln, nämlich der fünf Unbeweisbaren, die er mit griechischen Ordinalzahlvariablen folgendermaßen formulierte:
| Unbeweisbare Syllogismen Chrysipps                                  |
| ------------------------------------------------------------------- |
| Wenn das α', das β'. Ferner das α'. Also das β'.                    |
| Wenn das α', das β'. Ferner nicht das β'. Also nicht das α'.        |
| Nicht zugleich das α' und das β'. Ferner das α'. Also nicht das β'. |
| Entweder das α' oder das β'. Ferner das α'. Also nicht das β'.      |
| Entweder das α' oder das β'. Ferner nicht das α'. Also das β'.      |

Diese Axiome ergänzte er durch vier Themata in Form von metalogischen Regeln, von denen die stoischen Fragmente nur zwei explizit nennen, aber möglicherweise nicht in ihrer Originalform. Jedenfalls ist zweifelsfrei, dass Chrysipp den ersten expliziten logischen Kalkül formulierte in einer fast schon formalisierten Form. Es ist aber noch kein vollständiger klassischer Kalkül im modernen Sinn, obwohl Chrysipp eine Art Vollständigkeitsanspruch erhob, mit den fünf Unbeweisbaren alles Übrige beweisen zu können, was aber von Sextus Empiricus skeptisch als Traum eingestuft wurde und tatsächlich auch nur mit gewissen Hypothesen nachgewiesen werden kann.
Die fünf unbeweisbaren Syllogismen Chrysipps wurden seit der Spätantike (etwa 2. Jahrhundert) als hypothetische Syllogismen bezeichnet. Unter diesem Namen verbreiteten sie sich über Boëthius in der mittelalterlichen Logik. Schon früh war allerdings ihr Urheber in Vergessenheit geraten und überhaupt die Herkunft aus der Stoa. Durchgängig wurde seither die chrysippsche Logik anonym weitertradiert bis in die moderne Logik. Der Name hypothetische Syllogismen besagt, dass es sich um logische Regeln in der Form eines Syllogismus aus zwei Prämissen und einer Konklusion handelt, wobei der Vorname hypothetisch ursprünglich ein Synonym zu Chrysipps Bezeichnung Unbeweisbar war; modern gesprochen bedeutet dies, dass es sich um aussagenlogische Axiome handelt. Schon in der Spätantike wurden gelegentlich noch weitere hypothetische Syllogismen der Axiomenliste des Chrysipp hinzugefügt, so dass man heute allgemein aussagenlogische Syllogismen darunter versteht. Der Beiname hypothetisch wurde dann allgemein zum Fachwort für aussagenlogische Ausdrücke, so dass dieses Stichwort auf stoischen Einfluss verweist.